# Lats letão

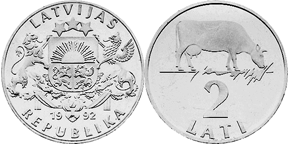
Moeda de 2 lati

Lats ou, na sua forma aportuguesada, latse (plural de ambas as formas em português: latses; código ISO 4217), oficialmente lats ou latse letão, foi a moeda corrente da Letônia entre 1993 e 31 de dezembro de 2013, quando foi substituído pelo euro. Um lats (plural em estónico: lati ou latu) está dividido em 100 cêntimos (santīmi; singular: santīms).
A sua abreviatura é Ls.
O lats foi introduzido pela primeira vez em 1922, substituindo o anterior rublo letão a um câmbio de 50 rublos = 1 lats. Em 1940, a Letónia foi ocupada pela URSS e o lats foi então substituído pelo rublo soviético, igualmente valorado.
O lats foi reintroduzido em 1993 depois da Letónia reobter a independência, a um câmbio de 1 lats = 200 rublos.
As moedas têm valor de 1, 2, 5, 10, 20 e 50 santīms, 1 e 2 latses. As notas são de 5, 10, 20, 50, 100 e 500 latses. O Banco Central Letão emite moedas comemorativas em ouro e prata de 2, 10, 20 e 100 latses.
O euro (eiro na língua letã) substitui o lats em 1 de janeiro de 2014. A divisa entrou no AEC2 em 2 de maio de 2005, e tem uma faixa de oscilação em relação à paridade central de 0,702804 LVL por euro.